# Кульнев, Иван Петрович
Ива́н Петро́вич Ку́льнев (1765, Брянск — 1840, Псков) — русский генерал-майор, герой Отечественной войны 1812 года, командующий правым флангом русских войск в первом Полоцком сражении, в 1813—1815 годах — комендант Данцига.

## Ранние годы
Сын поручика Каргопольского карабинерного полка — впоследствии секунд-майора того же полка в отставке и городничего города Люцина — Петра Васильевича Кульнева (1727—1795 или 1798) и Луизы Ивановны Гребениц (около 1745—1811), брат генерал-майора Якова Петровича Кульнева.
Год рождения неизвестен. В формулярном списке Кульнева от 28 февраля 1819 года, опубликованном Л. К. Розеншильд-Паулин указано «от роду лет 53» — то есть, год рождения — около 1765. Ту же дату указывает А. А. Михайлов — 8 июля 1765 года, однако, традиционно принято считать, что Иван старше Якова.
Воспитывался в Сухопутном шляхетском корпусе в Петербурге (1770—1785), откуда выпущен с большой серебряной медалью.

## Послужной список
- 18.02.1785 определён поручиком в Черниговский пехотный полк;
- 3.01.1788 переведён в Сухопутный шляхетский корпус подпоручиком, 9.02.1789 — там же поручик, 14.04.1789 — капитан;
- 1.01.1795 выпущен подполковником в Смоленский драгунский полк;
- 3.03.1797 переведён в Санкт-Петербургский гренадерский полк, 4.07.1797 назначен его полковым командиром;
- 9.04.1798-30.04.1799 — полковник Санкт-Петербургского гренадерского полка;
- 30.04.1797 — произведён в генерал-майоры с назначением шефом бывшего мушкетёрского Буткевича полка, получившего наименование «мушкетёрский генерал-майора Кульнева полк» (впоследствии: Белозерский пехотный полк);
- 13.05.1799-21.07.1799 — шеф Астраханского гренадерского полка;
- 21.07.1799 — из службы исключён;
- 4.06.1801 — принят на службу командиром Санкт-Петербургского гренадерского полка;
- 19.12.1802 — определён шефом Ревельского гарнизонного полка;
- 4.03.1810 — по ходатайству Я. П. Кульнева возвращён в армию и назначен шефом Вологодского пехотного полка на Кавказе;
- 28.10.1811 — вышел в отставку;
- 26.08.1812 — вновь принят на службу, был в корпусе графа Витгенштейна;
- 6-7.09.1812 — командовал правым флангом в Полоцком сражении, за что получил орден Св. Владимира 3-й степени. Участвовал в сражениях под Чашниками (19.10.1812), у д. Студянки на Березине (середина ноября 1812). В 1813 был при осаде Данцига, после чего назначен командиром русских и пленных французских войск, расквартированных в Данциге (до 1815 года).

До 20 мая 1824 года был председателем следственной комиссии во II округе путей сообщения.
В 1830 году был внесён в Родословную книгу псковского дворянства (2 часть).
Уволен со службы 2 января 1834 года. С 1815 года почти безвыездно жил в Пскове.

## Семья
- Первая жена — ВАЛУЕВА Дарья Алексеевна (ум. 1810), от неё дочь или две дочери.
- Вторая жена — КАМЕНЦОВА Олимпиада Сергеевна (ум. 1874, Псков), от неё 1 сын и 2 дочери.
- Дети:
  - Гликерия Ивановна (род. 1806), дочь от 1 брака, умерла в девичестве;
  - дочь от 1 брака, умерла в младенчестве (род. 1809);
  - Мария Ивановна (1816—1904), от 2-го брака, в замужестве Столгане,
  - Яков Иванович (18.05.1821—18.09.1872),
  - Елизавета Ивановна (род. 12.04.1824, Псков).

## Награды
- Награждён орденом Св. Владимира 3-й степени за командование правым флангом в Полоцком сражении.
- За войну 1812 года был награждён золотой шпагой «За храбрость».
- В 1821 году награждён французским орденом Почётного легиона (офицер ордена).